# Вулиця Адмірала Макарова (Москва)
Вулиця Адмірала Макарова (з 1964 року, рос. Улица Адмирала Макарова) — вулиця у Північному адміністративному окрузі міста Москви на території району «Войківський». Розташована між залізницею, Ленінградським шосе та Головинським шосе. Перетинається з Виборзькою вулицею. Нумерація будинків ведеться від Ленінградського шосе.
Більша частина вулиці проходить паралельно Ленінградському шосе, з південного сходу на північний захід. Однак починається вулиця від моста Ленінградського шосе через Окружну залізницю, і невелику її ділянку до вигину йде вздовж залізниці.

## Походження назви

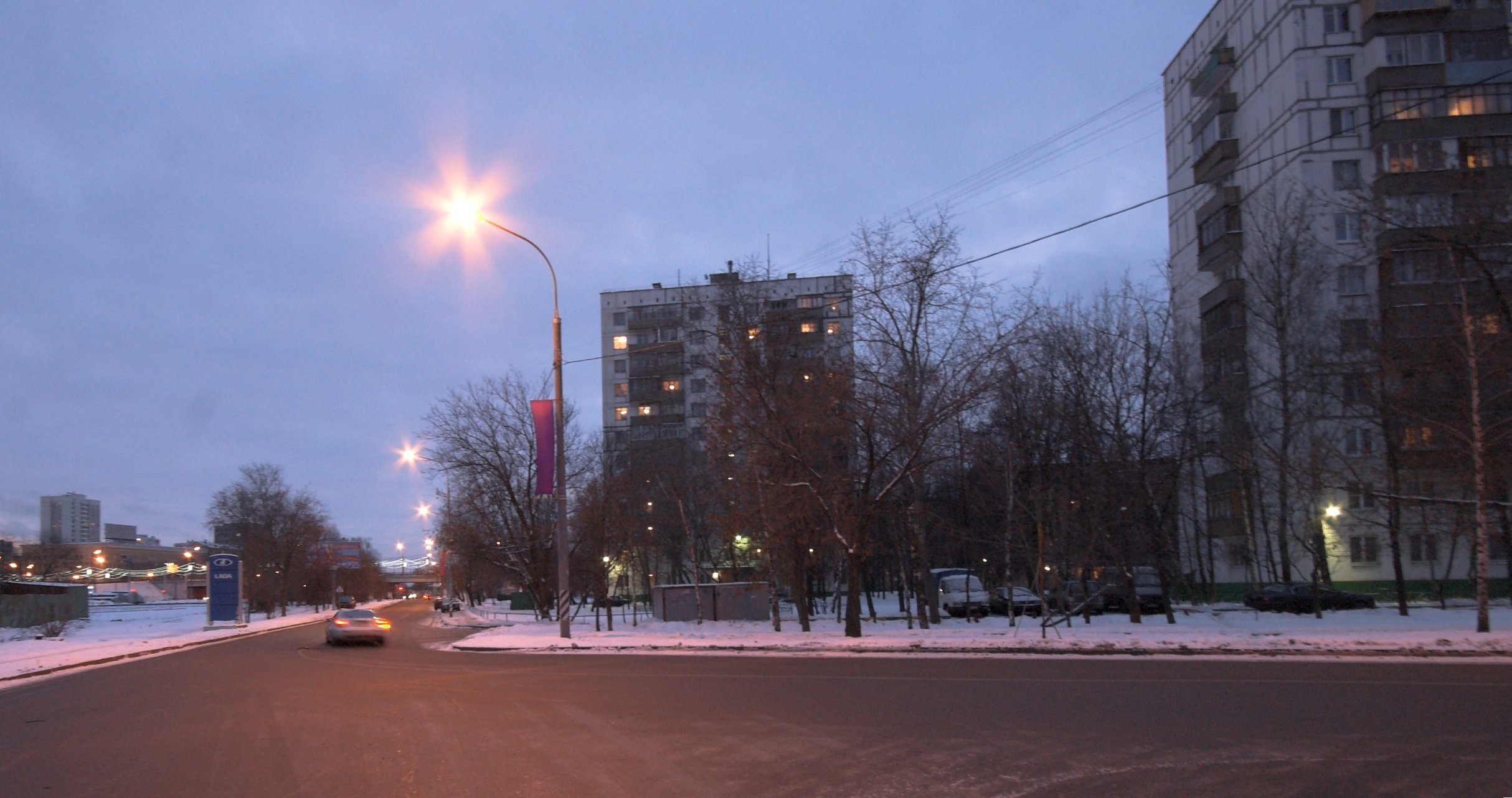
Початок вулиці

Вулиця названа на честь Степана Макарова.

## Історія
Вся житлова частина вулиці забудована у 1959-1968 рр.. п'ятиповерховими цегляними та панельними будинками (хрущовками).

## Будинки і споруди

### По непарній стороні
- Будинок 23 — Окружне Управління Внутрішніх Справ (ОВС ПАО)
- Будинок 29 — Російський державний військовий архів[3]

### По парній стороні

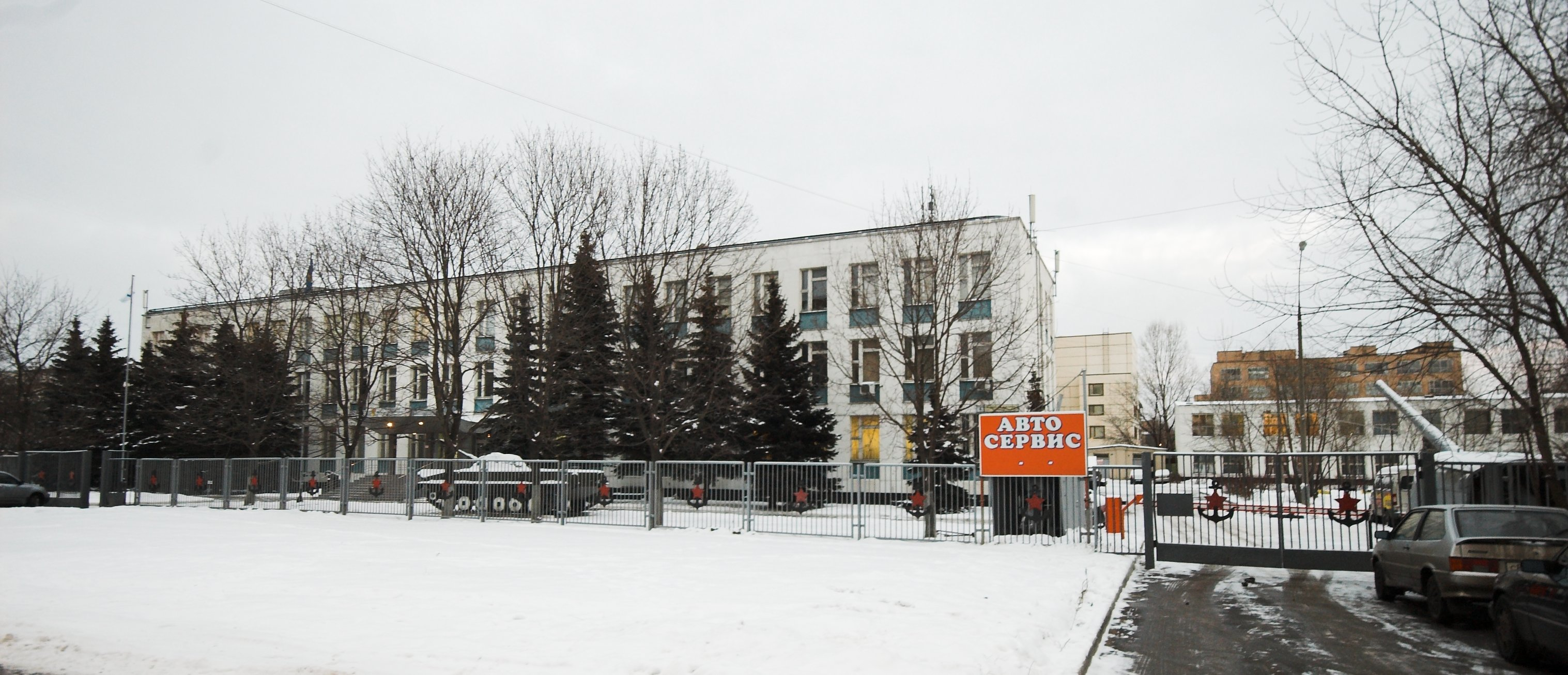
Школа ДТСААФ

- Будинок 2 — виробничі склади, раніше тут також була хлібопекарня.
- Будинок 4 — Московська об'єднана морська і радіотехнічна школа ДТСААФ[4]
- Будинок 10 — НДІ епідеміології і мікробіології ім. Габричевського[5].

### Пам'ятники
У будинку 23 знаходиться пам'ятник старшому сержанту Царьову Костянтину Спиридоновичу (1929-1963), який загинув при виконанні службових обов'язків (у його честь також названо Вулиця Костянтина Царьова.

## Транспорт
У північного кінця вулиці знаходиться південний вихід станції метро «Водний стадіон». У цього виходу раніше перебувала зупинка автобуса-експреса № 440, який йде до Солнєчногорська. По самій вулиці жодної зупинки громадського транспорту не було і немає.